# Cyril Neveu
Cyril Neveu (Orléans, 20 settembre 1956) è un pilota motociclistico francese ritiratosi dall'attività agonistica, specializzato nei rally, vincitore di cinque edizioni del Rally Dakar in moto.

## Carriera
Cyril Neveu è stato il primo pilota a vincere il Rally Dakar in moto, con una Yamaha, nel 1979 e nel 1980; successivamente l'ha rivinto con una Honda nel 1982, nel 1986 e nel 1987, spesso dopo accesi duelli con Gilles Lalay e Hubert Auriol. Come numero di vittorie totali in moto è secondo solo a Stéphane Peterhansel che ne ha vinti sei.
Dopo l'abbandono delle gare, diventa organizzatore, pianificando i Rally di Tunisia e del Marocco, nonché gare di motonautica.

## Risultati al Rally Dakar
| Anno | Mezzo               | Pos. |
| ---- | ------------------- | ---- |
| 1979 | Yamaha XT500        | 1°   |
| 1980 | Yamaha XT500        | 1°   |
| 1981 | Honda XLS500        | 25°  |
| 1982 | Honda XR550         | 1°   |
| 1983 | Honda XR600         | 10°  |
| 1984 | Honda XLR600        | 4°   |
| 1985 | Honda XLR600        | 5°   |
| 1986 | Honda NXR750        | 1°   |
| 1987 | Honda NXR750        | 1°   |
| 1989 | Yamaha YZE750       | 5°   |
| 1991 | Cagiva 900 Elephant | 25°  |